# Генерал (Индия)

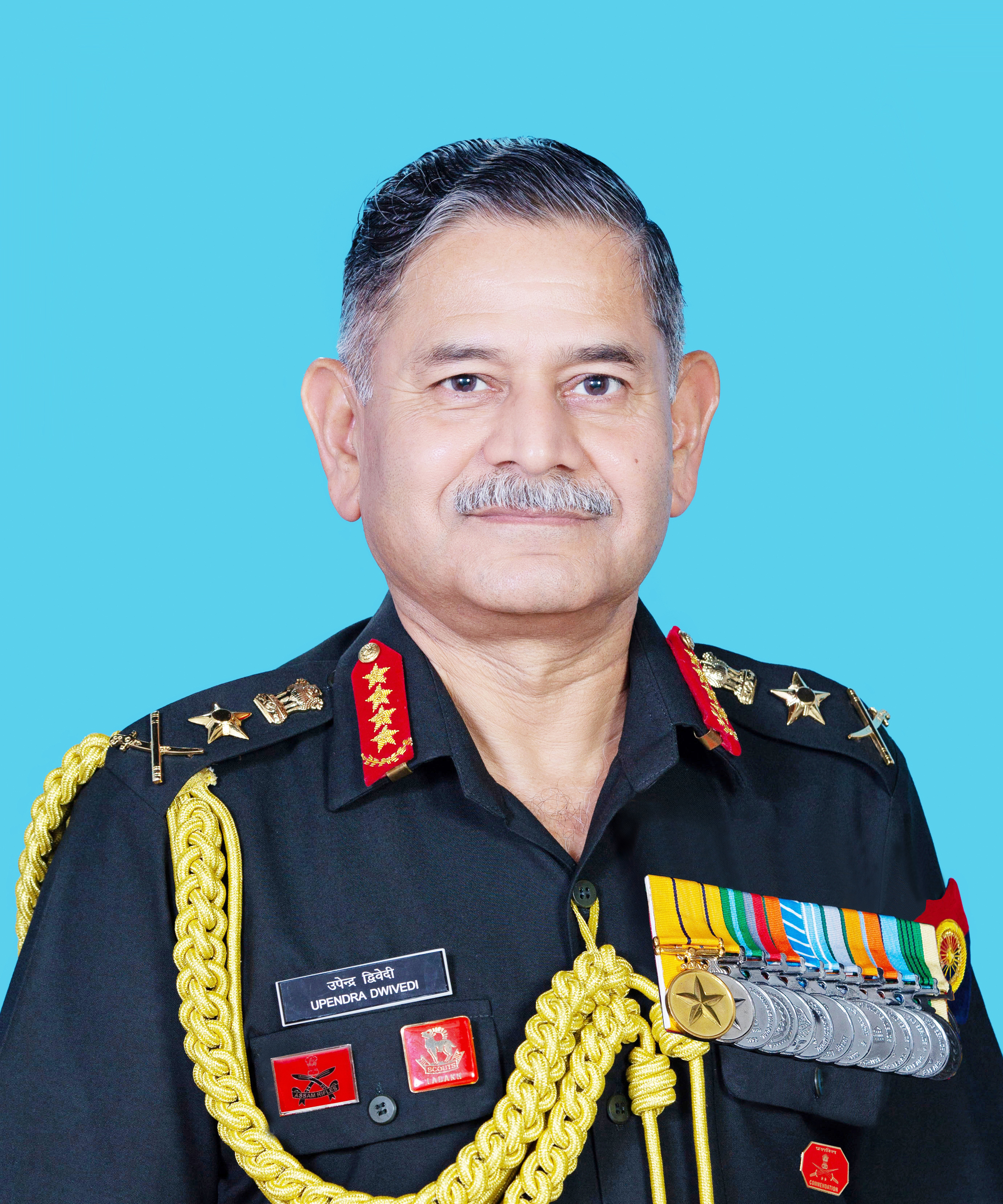
Начальник штаба Сухопутных войск Индии Упендра Двиведи в военной форме генерала.

Генера́л (англ. General, хинди सेनापति; сокращение — Gen) — четырёхзвёздочное генеральское офицерское звание в Сухопутных войсках Индии. Генерал по званию выше генерал-лейтенанта и ниже фельдмаршала. В основном это звание присваивается во время войны или в церемониальных целях.
Иногда генерала называют полным генералом или четырёхзвёздочным генералом, чтобы отличить звание от более низких генеральских званий, таких как генерал-лейтенант и генерал-майор. Звание генерала эквивалентно званиям адмирала в Военно-морских силах Индии и главного маршала авиации в Военно-воздушных силах Индии.
По состоянию на 2024 год, в Сухопутных войсках Индии служат два генерала: начальник штаба обороны Индии и председатель Комитета начальников штабов Индии Анил Чаухан и начальник штаба Сухопутных войск Индии Упендра Двиведи.

## История
Первым индийцем, получившим звание генерала, являлся Кодандера Мадаппа Кариаппа. Он был повышен до исполняющего обязанности генерала, когда 15 января 1949 года занял пост главнокомандующего Сухопутными войсками Индии. После Кариаппы все главнокомандующие, а затем начальники штаба Сухопутных войск Индии становились генералами.
С 1950 года сложилась традиция награждения президентом Индии главнокомандующего армии Непала почётным званием генерала Сухопутных войск Индии.
Звание генерала принадлежит начальнику штаба Сухопутных войск Индии и также может принадлежать начальнику штаба обороны Индии. До 1 января 2020 года, когда была учреждена должность начальника штаба обороны Индии, начальник штаба Сухопутных войск Индии являлся единственным ныне служащим офицером, имевшим звание генерала. После создания должности и назначения Бипина Равата в качестве первого начальника штаба обороны Индии, в стране впервые стало два ныне служащих в Сухопутных войсках Индии генерала.

## Знаки различия
Знаками различия генерала Сухопутных войск Индии являются:
- У начальника штаба обороны Индии: украшенные венком эмблемы каждого из трёх подразделений Вооружённых сил Индии (якорь ВМС Индии, скрещённые мечи Сухопутных войск Индии и орёл ВВС Индии), над которыми изображена эмблема Индии.
- Скрещённые меч и жезл с пятиконечной звездой и эмблемой Индии сверху.

В качестве петлиц на форме генерала Сухопутных войск Индии могут служить:
- У начальника штаба обороны Индии: бордовые петлицы с четырьмя золотыми звёздами и золотым лавровым венком.
- У начальника штаба Сухопутных войск Индии: малиновые петлицы с четырьмя золотыми звёздами и золотым лавровым венком[6].

## Назначение и продолжительность срока полномочий
Назначения на должность начальника штаба обороны Индии или начальника штаба Сухопутных войск Индии и получение звания генерала производятся Комитетом кабинета министров по назначениям, который возглавляет премьер-министр Индии. Срок полномочий начальника штаба обороны Индии составляет три года или до достижения им 65-летнего возраста, в зависимости от того, что наступит раньше. Начальник штаба Сухопутных войск Индии выходит в отставку по окончании срока нахождения в должности три года или по наступлении возраста 62-х лет, в зависимости от того, что наступит раньше.

## Порядок старшинства
Генерал занимает 12-е место в порядке старшинства в Индии, наряду с начальником штаба обороны Индии и начальниками штабов ВМС и ВВС Индии. Генерал имеет 18-й уровень заработной платы, что эквивалентно зарплате секретаря кабинета министров Индии (11-му по старшинству), с ежемесячной зарплатой в размере 250 000 индийских рупий (3500 долларов США).